# Here Comes the Queen
Here Comes the Queen (dosł. Oto nadchodzi królowa) – brytyjski planowany sitcom z 2007 roku, napisany przez spółkę autorską Jeremy Lloyd i David Croft, twórców m.in. ’Allo ’Allo!, dla których stanowił próbę powrotu po kilkunastu latach emerytury. Wyprodukowano tylko odcinek pilotowy. Serial nie wszedł do regularnej emisji zarówno ze względu na brak zainteresowania stacji telewizyjnych, jak i śmierć Wendy Richard, która miała być jego największą gwiazdą. 

## Fabuła
Głównymi bohaterami serialu są Percy i Lillian, para angielskiego rodzeństwa w średnim wieku, które odkrywa, iż są jedynymi dziedzicami tronu małego królestwa (oczywiście fikcyjnego), które niegdyś było częścią ZSRR, a po jego rozpadzie odzyskało niepodległość. W czasie II wojny światowej królewski rząd emigracyjny zdeponował w Banku Anglii ogromne rezerwy złota, zaś w zawartej umowie znalazł się zapis, iż zostaną zwrócone z odsetkami, gdy na tronie znów zasiądzie prawowity władca, koniecznie mężczyzna. Na przeszkodzie do wypłaty stoi jednak Lillian, która jako starsza z rodzeństwa ma pierwszeństwo sukcesji przed swoim młodszym bratem. 
Osią fabuły kolejnych odcinków serialu miały być wysiłki z jednej strony rządu odrodzonego królestwa, chcącego zamordować Lillian i tym samym odblokować wypłatę, a z drugiej strony brytyjskich służb specjalnych, mających dyskretnie chronić życie niedoszłej królowej i tym samym nie dopuścić do rujnującego rezerwy Banku Anglii zwrotu sztabek złota.  

## Obsada
- Wendy Richard jako Lillian
- Les Dennis jako Percy
- Philip Madoc jako wysłannik dworu królestwa
- Burt Kwouk jako szalony naukowiec Dr Chan
- Janie Dee jako agentka brytyjskich służb specjalnych
- Mark Dexter jako agent brytyjskich służb specjalnych